# اچ‌ام‌ای‌اس استاول
اچ‌ام‌ای‌اس استاول (به انگلیسی: HMAS Stawell) یک کشتی بود که طول آن ۱۸۶ فوت (۵۷ متر) بود. این کشتی در سال ۱۹۴۳ ساخته شد.